# Besaia dives
Besaia dives är en fjärilsart som beskrevs av Sergius G. Kiriakoff 1962. Besaia dives ingår i släktet Besaia och familjen tandspinnare. Inga underarter finns listade i Catalogue of Life.